# Falscher Apollo

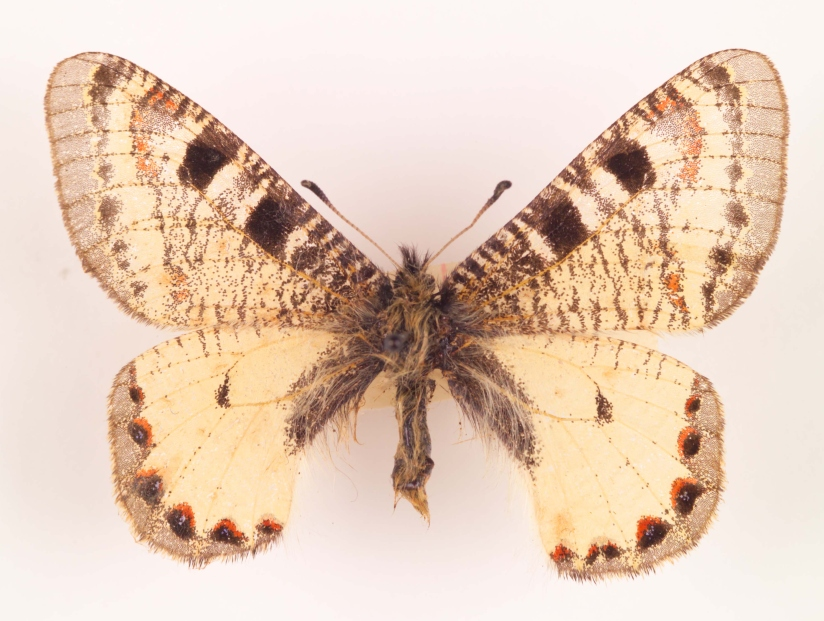
Falscher Apollo, ssp. amasina

Der Falsche Apollo (Archon apollinus), zuweilen auch Osterluzei-Apollo oder Griechischer Apollo genannt, ist ein Schmetterling aus der Familie der Ritterfalter (Papilionidae).
Wie schon der deutsche Name „Falscher Apollo“ ausdrückt, ist der Namensteil „Apollo“ irreführend, denn die Art gehört taxonomisch nicht zu den Apollofaltern (Gattung Parnassius), sondern zur Gattung Archon. Im Erscheinungsbild ähneln Falter und Raupen jedoch vielen Apollofalter-Arten.

## Merkmale

### Falter
Die Flügelspannweite der Falter beträgt etwa 54 bis 60 Millimeter. Die Grundfarbe aller Flügel ist meist weißgrau bis milchig weiß und mehr oder weniger grau überstäubt. Da die Beschuppung relativ dünn ist, wirken die Flügel bei länger geflogenen Exemplaren oftmals pergamentartig. Auf den Vorderflügeln heben sich zwei breite, schwarze, vom Vorderrand bis fast zur Mitte verlaufende schwarze Stege deutlich hervor. Der Submarginalbereich ist leicht verdunkelt und nach innen zuweilen mit einigen schwach ausgebildeten rötlichen Flecken versehen. Am Saumrand der Hinterflügel befinden sich in unterschiedlicher Intensität schwarze, rote und blaue Punkte.

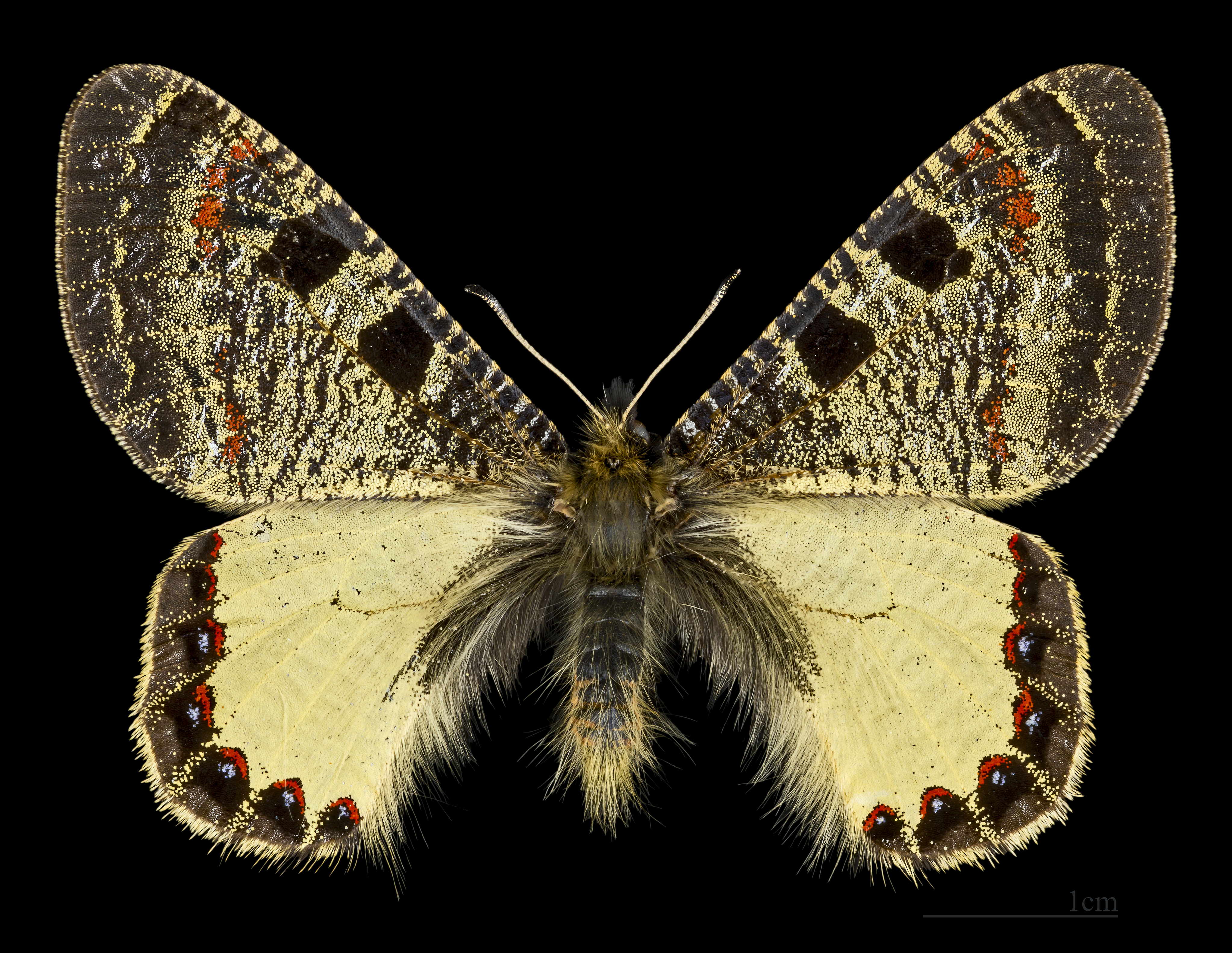
♂
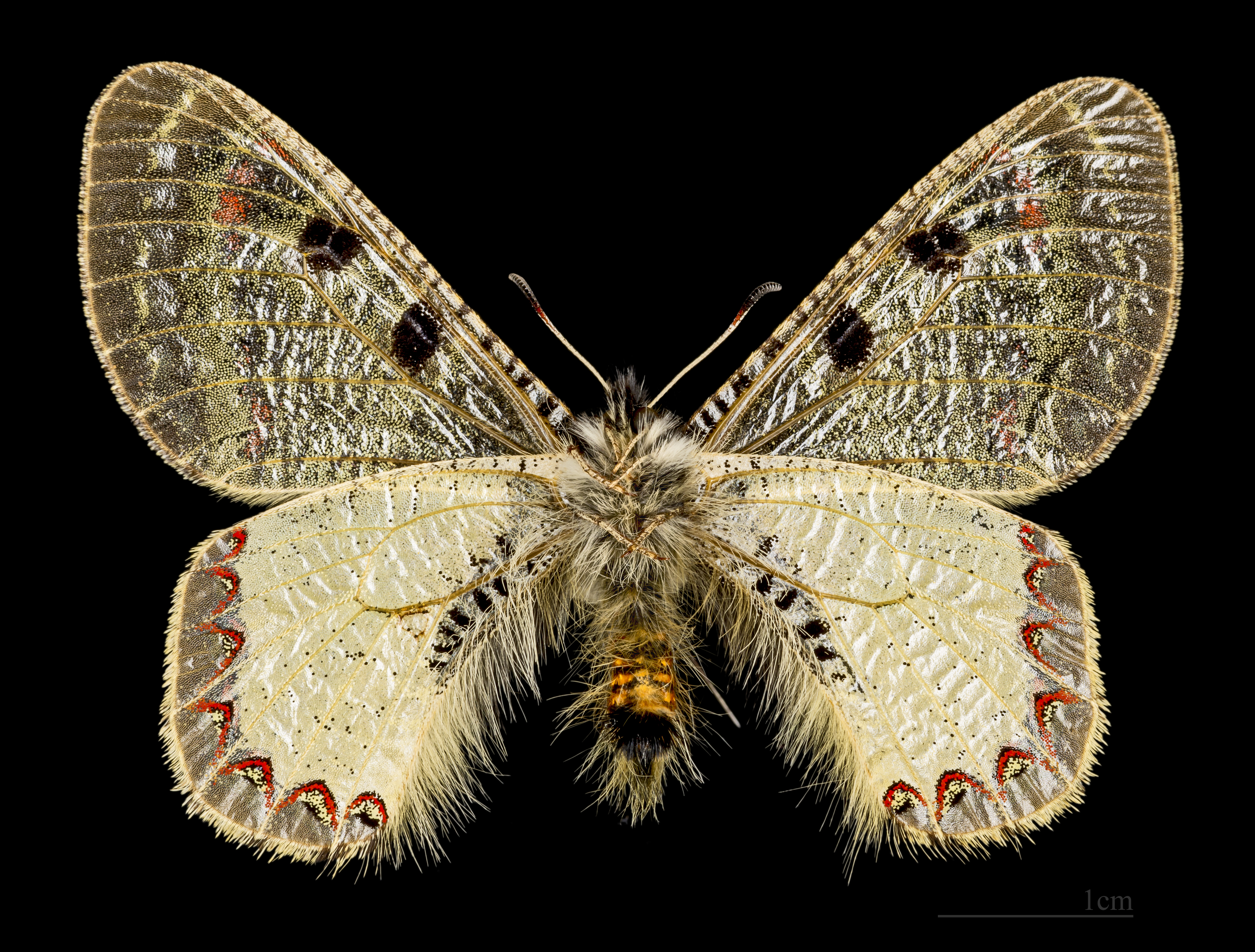
♂ △
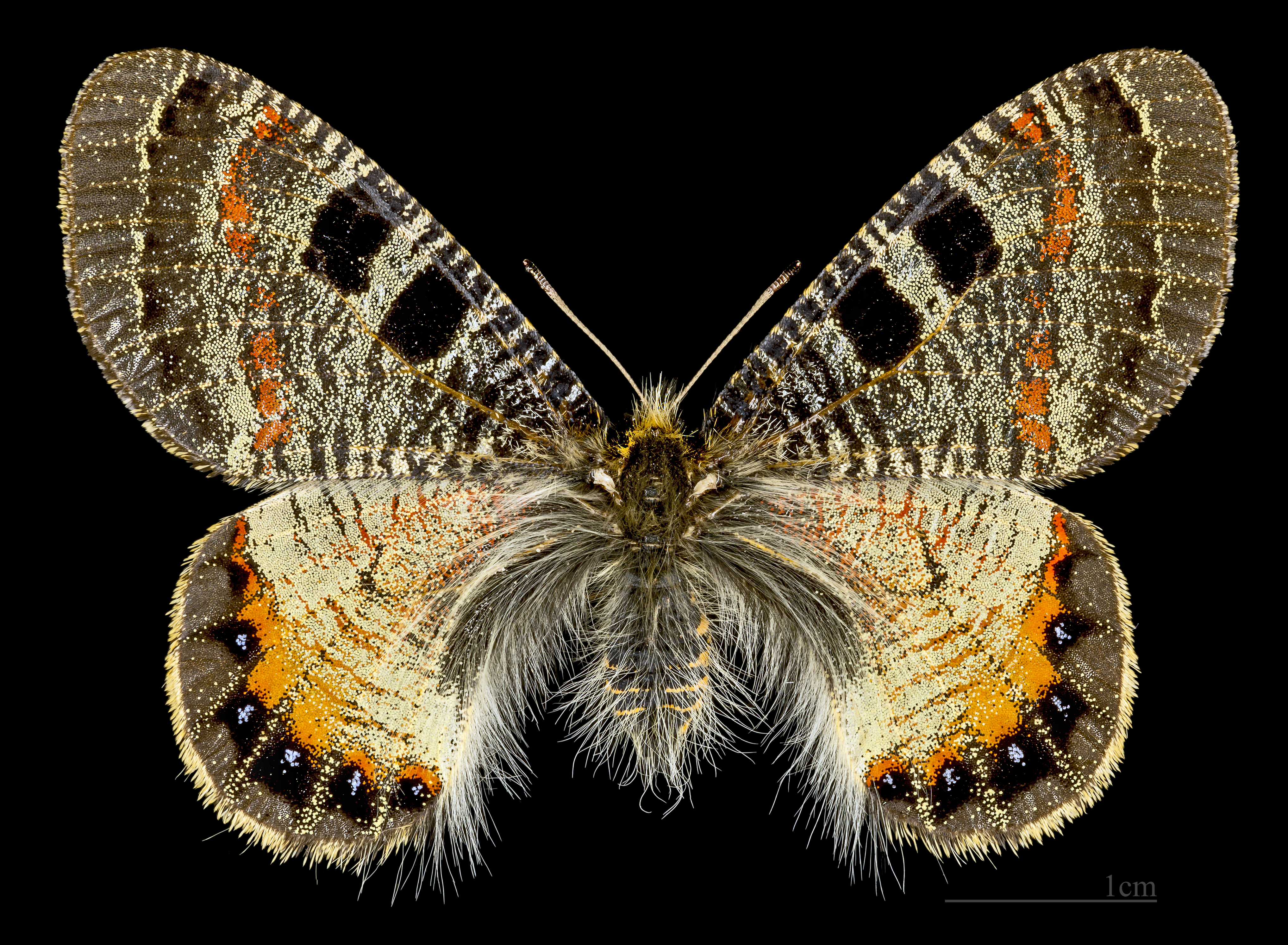
♀
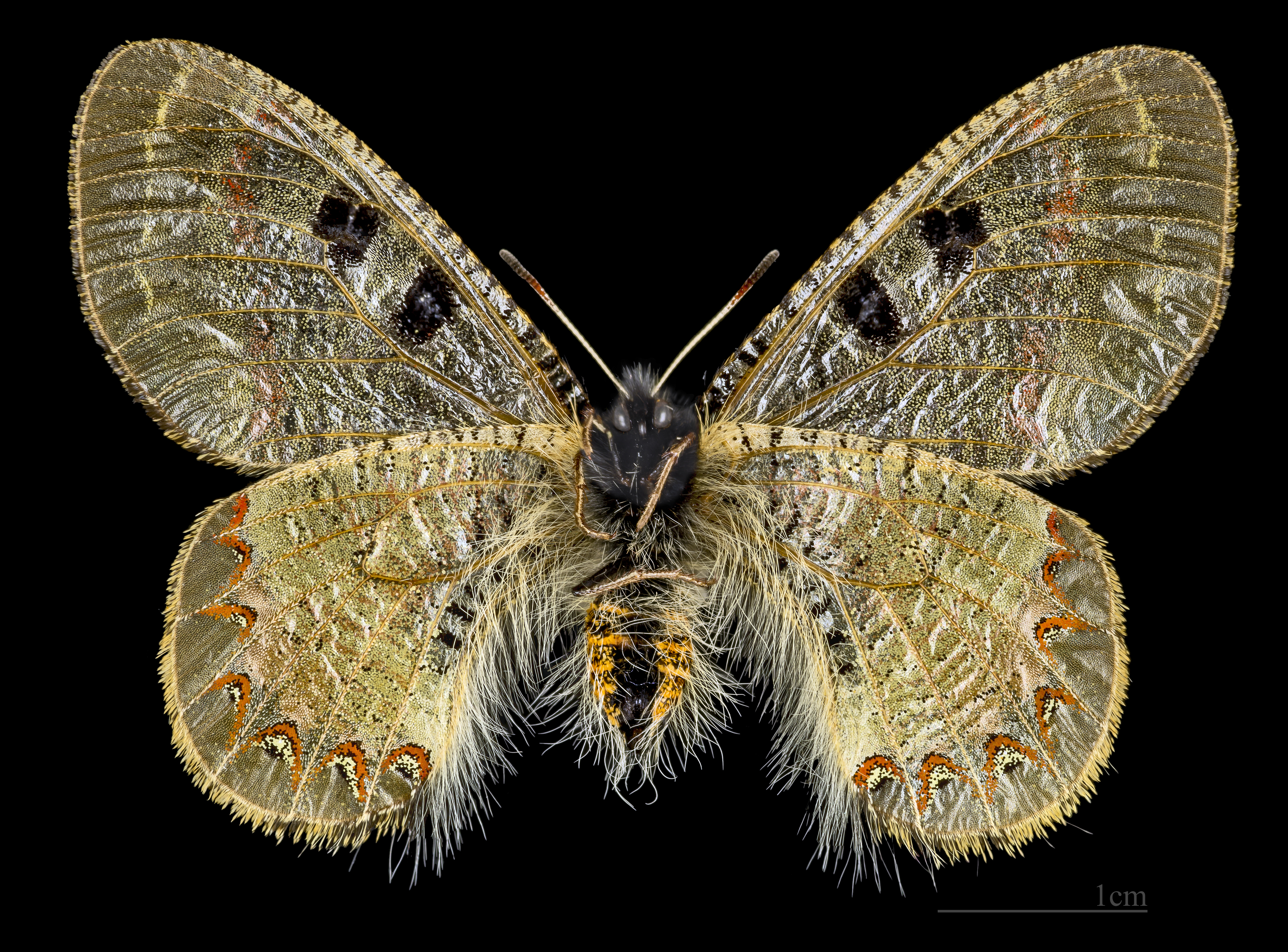
♀ △

### Raupe
Erwachsene Raupen sind walzenförmig und schwärzlich gefärbt. Arttypisch sind vier Reihen von runden, roten Flecken auf der gesamten Körperlänge. Zuweilen sind auch einige weiße Flecke darunter.

### Ähnliche Arten
Die Falter der sehr ähnlichen, jedoch etwas kleineren Art Archon apollinaris, die in Ostanatolien und noch weiter östlich vorkommt, sind eindeutig nur mittels einer genitalmorphologischen Untersuchung zu bestimmen.
Die Raupen des Roten Apollo (Parnassius apollo) unterscheiden sich dadurch, dass sie nur zwei Reihen roter Flecke zeigen und ihnen die weißen Flecke gänzlich fehlen.

## Verbreitung und Lebensraum
Die Verbreitung des Falschen Apollo umfasst Teile Bulgariens, Griechenlands, der Türkei, Israels, Syriens, Jordaniens, des Libanon sowie des Iran und des Irak. Die Art besiedelt bevorzugt Olivenhaine, Weinberge, felsige Böschungen sowie Waldränder.

## Lebensweise
Hauptflugzeit der univoltinen Falter sind die Monate März und April. Die Raupen ernähren sich von verschiedenen Pfeifenblumenarten (Aristolochia). Jüngere Raupen leben gesellig und schützen sich durch ein mit Seidenfäden versponnenes Blatt. Die ausgewachsenen Tiere verpuppen sich im Spätsommer in einem leichten Gespinst am Boden. Die Puppe überwintert.

## Unterarten
Nach genitalmorphologischen Untersuchungen untergliederte de Freina die Art 1985 in mehrere Unterarten, die mehrheitlich in der Türkei vorkommen.
- Archon apollinus amasina
- Archon apollinus apollinus
- Archon apollinus drusica
- Archon apollinus forsteri
- Archon apollinus nikodemusi